# آندریاس شاد
آندریاس شاد (انگلیسی: Andreas Schaad؛ زادهٔ ۱۸ آوریل ۱۹۶۵) از برندگان مدال‌های بازی‌های المپیک زمستانی ۱۹۸۸ و ۱۹۹۴ اهل سوئیس است.